# Cyrtauchenius talpa
Cyrtauchenius talpa là một loài nhện trong họ Cyrtaucheniidae. Loài này phân bố ở Hoa Kỳ.